# Беляни-Дуже
Беляни-Дуже (пол. Bielany Duże) — село в Польщі, у гміні Серокомля Луківського повіту Люблінського воєводства.
Населення — 125 осіб (2011).
У 1975—1998 роках село належало до Седлецького воєводства.

## Демографія
Демографічна структура станом на 31 березня 2011 року:
|          | Загалом | Допрацездатний вік | Працездатний вік | Постпрацездатний вік |
| -------- | ------- | ------------------ | ---------------- | -------------------- |
| Чоловіки | 71      | 18                 | 41               | 12                   |
| Жінки    | 54      | 14                 | 23               | 17                   |
| Разом    | 125     | 32                 | 64               | 29                   |